# Thomas Watson MacCallum

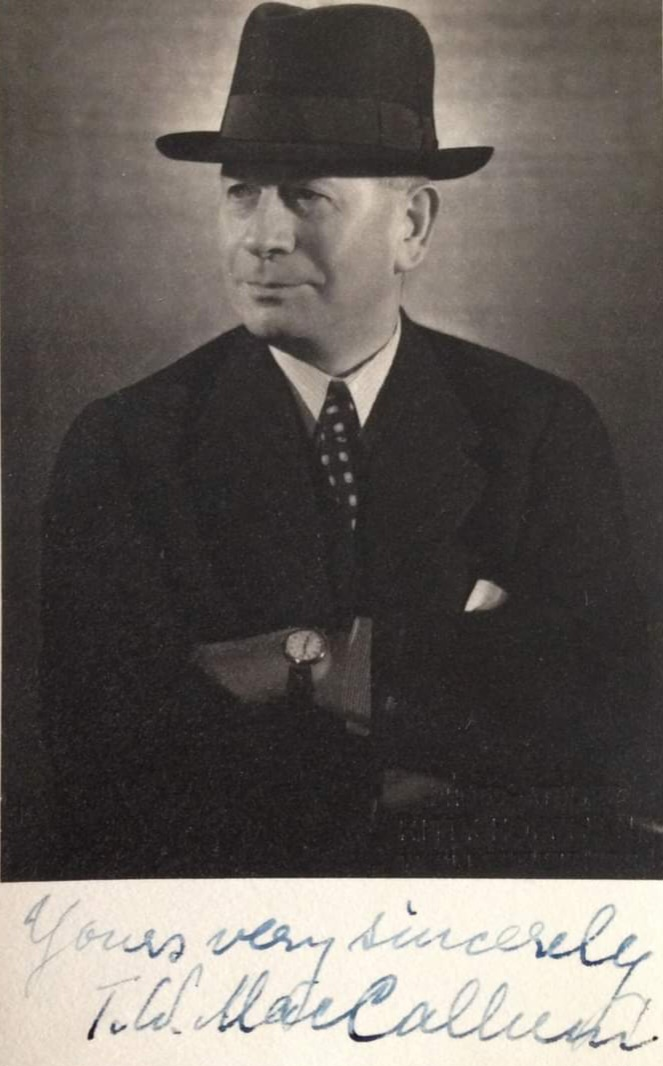
Signierte Postkarte von Thomas Watson MacCallum OBE

Thomas Watson MacCallum OBE (* 27. Mai 1881 in Drumlithie, Kincardineshire; †  2. Juni 1966 in Newbury (Berkshire)) war ein schottischer Autor, Philologe und Radiomoderator.
Er war bekannt für seine Englischkurse, die vor dem Ersten Weltkrieg und in der Zwischenkriegszeit vom österreichischen Radiosender RAVAG ausgestrahlt wurden. Seine Beliebtheit war so groß, dass er in dem Text eines Liedes von Hermann Leopoldi, einem berühmten Kabarettkünstler, erwähnt wurde.
Seine Pionierarbeit im Radio brachte ihm den Spitznamen „Der ungekrönte König des Radios“ ein. Während eines 14-jährigen Zeitraums von 1925 bis 1939 erreichte er mit seinen Radiosendungen Millionen von Zuhörern in ganz Europa und veränderte die Wahrnehmung der Österreicher gegenüber den Briten, wofür er einen OBE erhielt.

## Karriere

### Arbeit als Universitätsprofessor
Zu Beginn des zwanzigsten Jahrhunderts arbeitete MacCallum als Englischprofessor an der Universität Wien. Aufgrund des Ausbruchs des Ersten Weltkriegs im Jahr 1914 musste er seinen Posten an der Universität verlassen und konnte erst nach Kriegsende zurückkehren. In den 1920er Jahren nahm er seine Pflichten wieder auf und blieb bis Anfang 1939 in Wien. Seine Arbeit im Radio machte ihn zu einem lokalen Prominenten und an der Universität war er als der „unsichtbare Lehrer“ bekannt. Laut seinen eigenen Berichten war sein Klassenzimmer oft bis zur Tür überfüllt.
Der Anschluss Österreichs durch Nazi-Deutschland im Jahr 1938 machte seine Position als Universitätsprofessor und Radiomoderator unhaltbar. Die Nationalsozialisten wollten, dass er während seiner Radiosendungen Nazi-Propaganda verbreitet, und er weigerte sich, ein zweiter Lord Haw-Haw zu werden, wie er später in einem Artikel in einer schottischen Wochenzeitschrift selbst anmerkte. Dies bedeutete, dass er Österreich zum zweiten Mal verlassen musste, und diesmal nahm er seine Frau Emily Bertha Mayer und seine Tochter Margaret Duncan MacCallum mit.
Er schrieb später: „Wenn ich heute viel ärmer bin, nachdem ich entschieden habe, dass ich nicht unter Nazi-Herrschaft leben kann, bereue ich es nicht, Wien verlassen zu haben, als ich es tat. Ich werde es immer als einen der klügsten Schritte betrachten, die ich unternommen habe.“
In der Woche nach Hitlers Machtübernahme in Österreich wurde MacCallum aufgefordert, über die Ereignisse des Tages zu berichten. Ein Nazi-Professor wies ihn an zu sagen, dass Österreich nun Teil des Großdeutschen Reiches sei und wahrscheinlich für immer bleiben werde. MacCallum änderte dies zu „und es könnte eine lange Zeit so bleiben.“

### Die Zwischenkriegsjahre und seine Arbeit als Leiter eines Waisenhauses
Es ist unklar, wann MacCallum nach dem Ende des Ersten Weltkriegs nach Österreich zurückkehrte, aber er muss vor 1921 zurückgekehrt sein, da seine Tochter, Margaret MacCallum, 1921 in Salzburg geboren wurde. Zum Zeitpunkt ihrer Geburt arbeitete er als Leiter eines Waisenhauses, das sich auf dem Gelände von Schloss Kleßheim im ehemaligen „Kavalierhaus“ befand.
Auszug aus dem Salzburger Volksblatt, veröffentlicht 1921:

„Heller Kinderjubel erschallt von der großen Wiese, die sich inmitten des weiten Parkes vor der Terrasse des Sommerschlosses bis gegen die weiße Mauer hinzieht, die einen einstigen Fürstensitz umschließt. Bei jeder nur einigermaßen erträglichen Witterung tummeln sich da im Spiele Mädel und Buben von sechs bis höchstens vierzehn Jahren in einfacher, aber dauerhafter und praktischer Heimtracht unter Führung zweier Schwestern und des Leiters des Heimes, Mac Callum. Und der Professor hat den Universitätsdozenten abgelegt, er spielt mit! Nein, er hat wirklich gar nichts Dozentenhaftes an sich, der schottische Gelehrte aus Werdern, dem österreichisches Wesen vertraut ist durch sein langjähriges Wirken an der Wiener Universität und der Exportakademie: er erscheint uns nicht als der Typus der Briten, wie er oft genug geschildert wird. Kinderliebe lacht aus seinen hellen Augen, Güte und Fürsorge sprechen aus seinen Worten. Er liebt die Kinder, sie sind jetzt seine Welt, und die Kinder wiederum lieben ihn, sie hängen an ihm, nicht allein bildlich gesprochen, sondern buchstäblich wie Kletten, wenn er unter ihnen weilt.“

### Arbeit bei RAVAG (Die Österreichische Radio-Verkehrs AG)

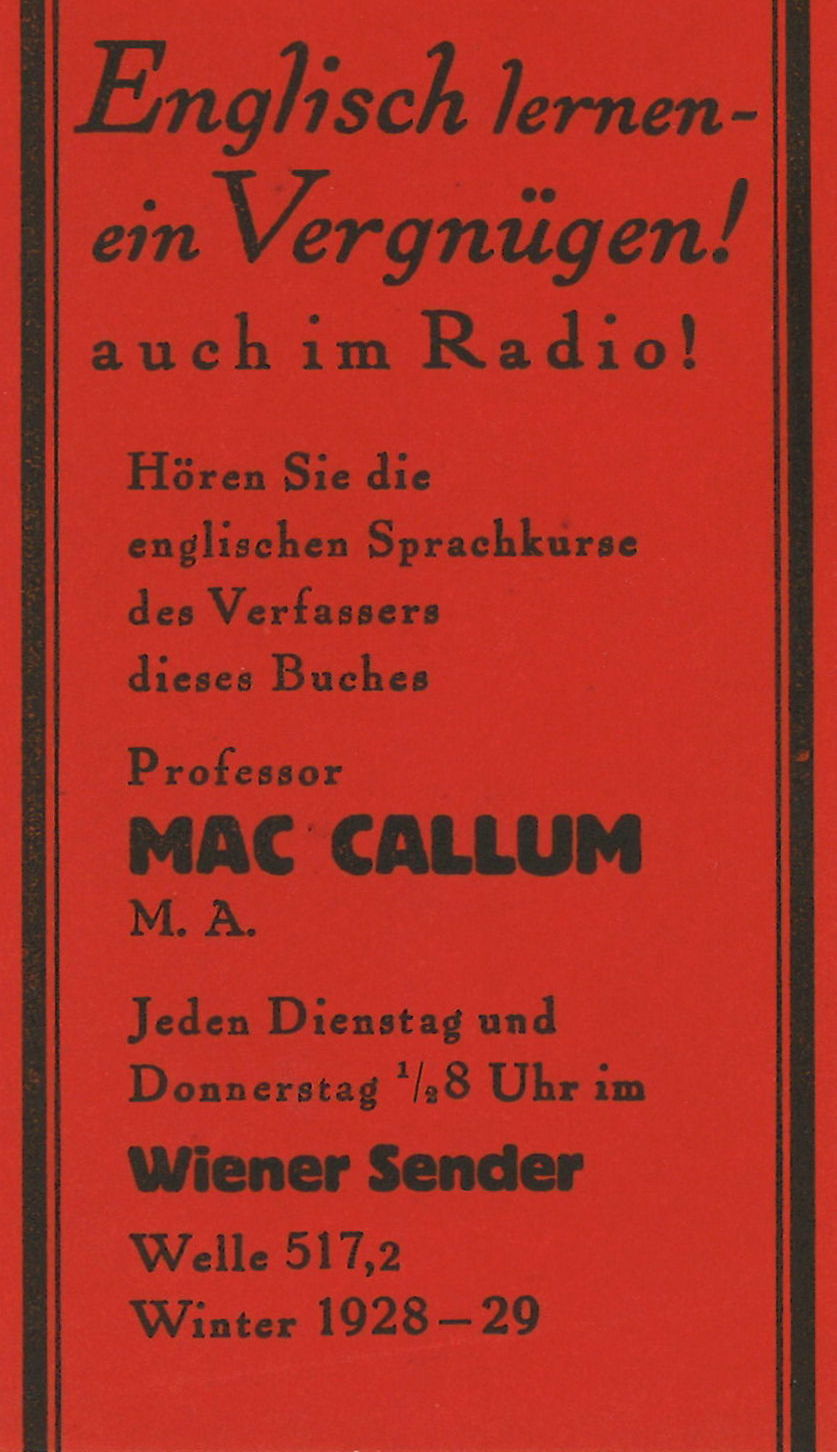
Ausschnitt aus einer Werbebeilage (aus: The Vienna. What's not in the Badeker von 1929)

1925 wurde MacCallum von einem Direktor des österreichischen nationalen Rundfunksenders RAVAG (Die Österreichische Radio-Verkehrs AG) gefragt, ob er bereit wäre, Englischkurse im Radio zu geben. Zu dieser Zeit steckte das Radio noch in den Kinderschuhen und viele Gelehrte hatten Angst, das Medium zu nutzen, aus Furcht, von der akademischen Gemeinschaft geächtet zu werden. Rudolf Henz, der damit beauftragt war, eine Abteilung für akademische Experten für Radiosendungen in Wien zusammenzustellen, sagte: „Herrschaften zweiter Garnitur waren selten bereit, auch nur eine Zeile ihres Manuskripts zu opfern. Und einer dieser kleinen Gelehrten meinte sogar: ‚Wenn ich mich klar und allgemeinverständlich ausdrücke, bin ich bei meinen Fachkollegen unten durch.‘“ Daher ist es bemerkenswert, dass MacCallum so erfolgreich war, Englisch im Radio zu unterrichten, und sogar Tausende von Fanbriefen aus ganz Europa erhielt.
Das Radio war in den 1920er Jahren noch so neu, dass MacCallum nach einer Sendung aus Österreich ins Vereinigte Königreich anlässlich des Schubert-Jubiläums kommentierte: „Es wurden einige Zweifel geäußert, ob meine Stimme effektiv britische Zuhörer erreichen würde.“

### Arbeit als Autor

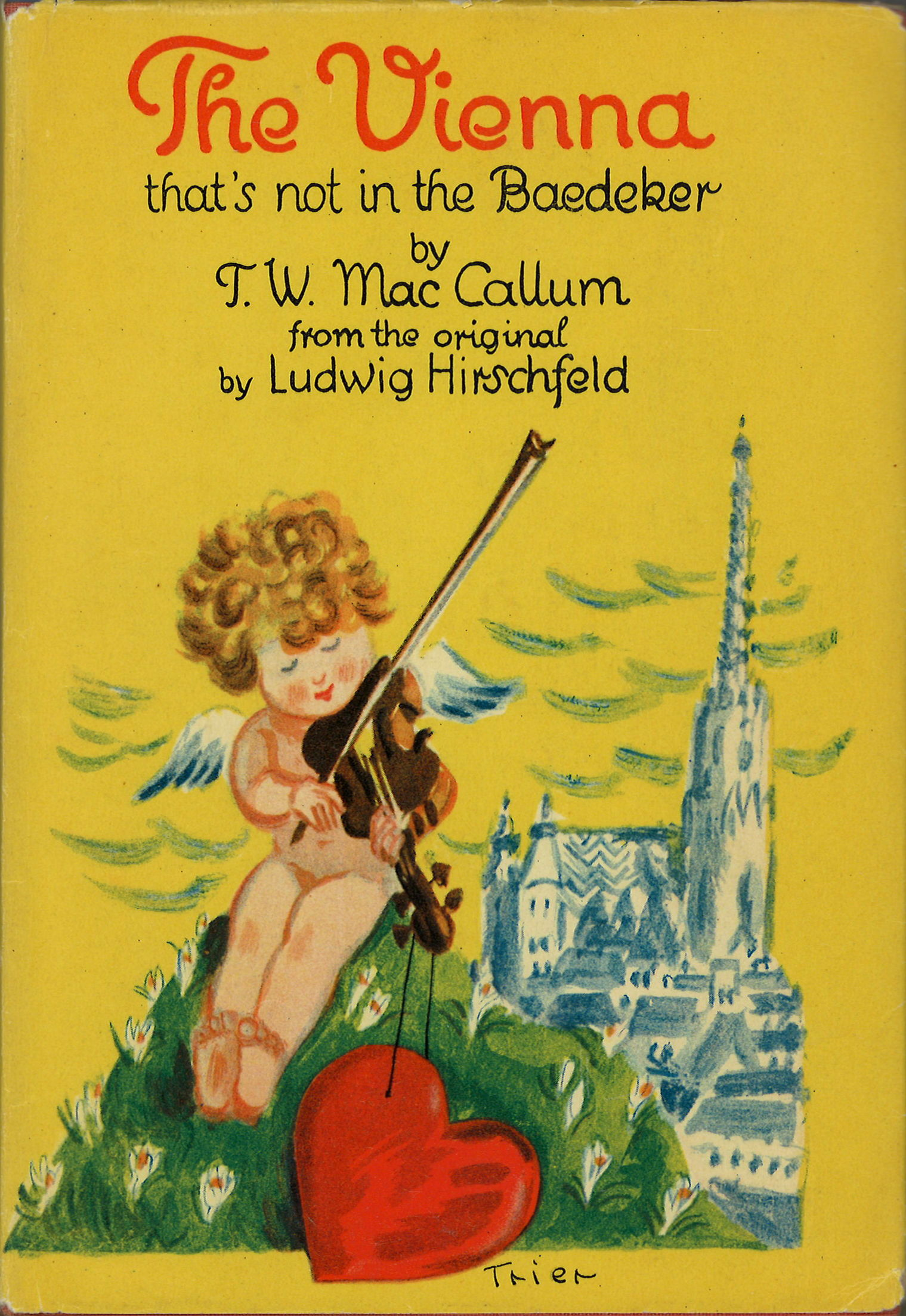
The Vienna that's not in the Badeker (1929), Umschlag: Walter Trier

MacCallum schrieb viele Bücher, die in ganz Europa verkauft wurden, und war an der Veröffentlichung von zwei weiteren Büchern beteiligt. Zu seinen bemerkenswertesten Werken zählen die im Piper Verlag erschienenen Bücher The Vienna that’s not in the Baedeker (1929) - eine Übertragung ins Englische von Ludwig Hirschfelds  Das Buch von Wien - und das, später beim Rascher Verlag verlegte, Englisch lernen ein Vergnügen - ein Buch, das deutschen Sprechern beim Englischlernen helfen sollte und erstmals 1928 veröffentlicht wurde; unter dem Titel L'Anglais pour tous gab es auch eine Version für französischsprachige Leser. Alle seine Bücher, die sehr häufig von Walter Trier gezeichnete Einbände trugen, waren pädagogischer Natur, und viele richteten sich an Kinder und Jugendliche.

### Arbeit bei der BBC
Nach seiner Rückkehr nach Großbritannien im Jahr 1939 arbeitete MacCallum für die BBC. Für kurze Zeit setzte er sogar seine Sendungen an seine Fans in Europa über die Auslandsradiostation fort.

## Verleihung eines OBE
1938 erhielt MacCallum einen OBE für seine Arbeit als Radiomoderator.
„Die Verleihung des O.B.E. an Thomas MacCallum für seine Verdienste um die Förderung der kulturellen Beziehungen zwischen Großbritannien und Österreich hat seinen vielen österreichischen Bewunderern sowie der britischen Kolonie in Wien große Freude bereitet. MacCallum, der Englischlehrer in Wien ist, ist ein häufiger Radiomoderator.“

## Tod
Am 3. Februar 1957 starb MacCallums Frau Emily Bertha Mayer in Newbury im Haus seines Schwiegersohns. MacCallum lebte bis zu seinem Tod 1966 mit seiner Tochter und seinem Schwiegersohn und deren Söhnen David und Thomas zusammen.